# Петро Алькантрійський
Петро Алькантрійський, Петро з Алькантари (справжнє ім'я Хуан де Гаравіто-і-Вілело де Санабрія ісп. Pedro de Alcántara, Juan de Garavito y Vilela de Sanabria; 1499, Алькатнара — 18 жовтня 1562, Аренас-де-Сан-Педро) — католицький святий, чернець-францисканець, один з ініціаторів аскетичної реформи в ордені.

## Біографія
Хуан де Санабрія народився в 1499 році в Алькантарі в знатній родині, його батько був губернатором міста. Навчався в університеті Саламанки, але не закінчив його, захопившись францисканськими ідеями й вирішивши вступити в орден.
У першій половині XVI століття францисканський рух переживав кризу, яка і спричинила численні реформи в ордені, що ставили за мету повернення до первинних ідеалів францисканської бідності та поглиблення аскетичного життя в ордені. У 1517 році папа Лев X офіційно визнав існування в самому францисканському ордені двох незалежних груп, які отримали назву братів-міноритов суворого дотримання правила (так званих обсервантів) і братів міноритів-конвентуалів. У 1525 році Матвій Бассі заснував орден капуцинів як реформістський орден всередині міноритов-обсервантів.
При постригу Хуан де Санабрія прийняв ім'я Петро. Брат Петро був гарячим прихильником поглиблення аскетичного життя в ордені, тому приєднався до обсервантів, гілки ордену з найсуворішим статутом. Після принесення обітниць був направлений до монастиря Бельвіса, а в 1524 році був висвячений на священника. Був настоятелем декількох монастирів, в кожному з яких домагався суворого дотримання статуту. У 1538 році був обраний провінціалом. У 1540 році на капітулі в Пласенсії з ініціативи Петра Алькантрійского в низці монастирів ухвалено нові правила, що передбачали суворі аскетичні практики. Однією з цих практик було ходіння босоніж у певні періоди року, що принесло ченцям, які дотримуватися правил Петра Алькантрійского, прізвисько босоногі, яке згодом стало символом вищої міри аскетичного життя в різних чернечих орденах. Реформи викликали протести невдоволених, які призвели до того, що Петро склав з себе звання провінціала, покинув Іспанію і пішов у португальські гори, щоб вести там життя пустельника. Однак незабаром його прихильники покликали його назад до Іспанії, де він заснував цілий ряд нових монастирів, які приєдналися реформи.
У 1559 році Петро був затверджений головним комісаром реформованих монастирів, 1561 року вони були виділені в окрему провінцію всередині ордена францисканців-обсервантів. Реформи Петра викликали відгук у інших країнах Європи, і незабаром монастирі францисканців босих з'явилися в Португалії, Італії та інших країнах.
Він зустрівся з імператором Карлом V, який був вражений розмовою із святим і запросив його стати своїм духівником, проте той відмовився. Петро Алькантрійський був наставником і духівником святої Терези Авільської яка говорила про нього, як про великого аскета. Реформа кармелітського ордену, що була проведена невдовзі святою Терезою, багато в чому ґрунтувалася на реформаторських ідеях святого Петра з Алькантри.
Головна праця святого Петра — «Трактат про молитву і медитацію» (1562 рік). До нас дійшла також значна частина листування святого Петра і святої Терези Авільської.

## Шанування
Був беатифікований 18 квітня 1627 року папоюм Григорієм XV, канонізований 28 квітня 1669 року Климентом IX. Католицька церква відзначає пам'ять святого 19 жовтня.